# Inteligentní dopravní systém

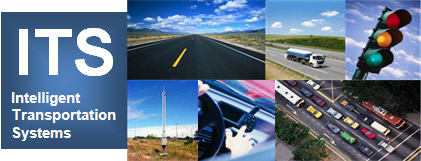
Dopravní telematika využívaná pro inteligentní dopravní systémy (ITS)

Inteligentní dopravní systém (Intelligent transportation system, ITS) je systém, jehož záměrem je poskytovat inovativní služby, které se vztahují na různé dopravní prostředky a dopravní management a poskytují uživatelům lepší informovanost, bezpečnost, koordinovanost a zejména “chytřejší” využívání dopravních sítí.
V češtině se někdy rozlišuje přeprava osob a doprava zboží.
Podrobnější definice ITS v dokumentech ISO:
- dopravní systém ve kterém jsou využívány pokročilé technologie informační, komunikační, senzorové a řízení, včetně internetu pro zvýšení bezpečnosti, udržitelnosti, efektivnosti a komfortu;

- národní iniciativa pro zlepšení komunikace informací a technologií řízení za účelem zlepšení efektivnosti (povrchové) dopravy.

## Související předpisy

### Předpisy EU
Evropská legislativa v oblasti ITS zahrnuje řadu dokumentů, např.:
- Směrnice o zavádění ITS, 2010/40 (on deployment of ITS).[2]
- Sdělení o spolupracujících ITS, COM(2016) 766  (Cooperative ITS, C-ITS).[3]

### Předpisy ČR
Legislativa v oblasti ITS v ČR zahrnuje řadu dokumentů, např.:
- Zákon 13/1997 Sb. o pozemních komunikacích ve znění od 1. 1. 2020.
- Usnesení vlády ČR 2015/268, Akční plán rozvoje ITS 2020 až 2050.
- Usnesení vlády ČR 2019/499, Aktualizace č. 3 Implementačního plánu k Akčnímu plánu rozvoje ITS.

### Normalizační předpisy
Technické normalizační komise vydávají dokumenty, které se stávají závazné jejich citováním v závazném právním dokumentu.
Komise CEN/TC 278, Inteligentní dopravní systémy, vydává normy a technické specifikace pro oblast Evropy.
Komise IEC/TC 204, Inteligentní dopravní systémy, vydává normy a technické specifikace s celosvětovou působností.

## Technologie využívané v inteligentní dopravě
ITS využívá infrastrukturu jejíž součástí jsou aktory/akční členy a senzory/detektory.

### Akční členy
Aktory (akční členy) působí na účastníky silničního provozu a ovlivňují jejich chování. Používají se např.:
- světelná návěstidla,
- proměnné dopravní značky,
- informační tabule.

### Senzory
Detektory v systémech ITS jsou zaměřeny na:
- rychlost jízdy,
- směr jízdy.

Principy detektorů používaných v systémech ITS jsou např.:
- elektromagnetické,
- infračervené,
- optické,
- mikrovlnné.

Videodetekční systémy umožňují monitorováním dopravy:
- rozpoznávání obrazu,
- registrování porušování pravidel silničního provozu.

Ekologický monitoring je zaměřen např.:
- měření koncentrace škodlivin,
- měření povětrnostních podmínek.

### Bezdrátové komunikace
V rámci ITS se využívají bezdrátové komunikace na krátkou a na delší vzdálenost, obvykle v mm pásmu.

## Aplikace v rámci Inteligentní dopravy

### Systém nouzových volání z vozidel
Projekt Evropské komise, eCall  má umožnit rychlou pomoc motoristům, kteří se stali účastníky dopravní nehody, kdekoliv na území Evropské únie. Systém eCall je založen na lokální telefonní lince 112. Předpokládá se povinné vybavení touto technikou pro všechna vozidla vyrobená po březnu 2018.

### Automatické ovlivňování silničního provozu
Kamerový systém obsahující kameru a zařízení pro monitorování vozidel umožňuje detekovat a identifikovat vozidlo, které porušilo některý předpis silničního provozu. Systém zaznamená číslo vozidla.  Registrované přestupky mohou být:
- překročení rychlostního limitu,

- jízda “na červenou”,

- jízda v pruhu pro autobusy,

- jízda po kolejích,

- jízda přes dvojitou čáru.

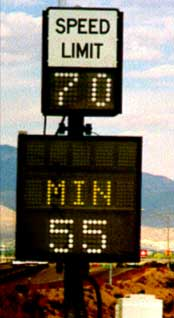
Příklad nastavené meze rychlosti

Začíná se experimentovat s proměnnými mezemi rychlosti vozidel. Toto souvisí s okamžitým stavem vozovky, množstvím vozidel atp.

### Spolupracující ITS na silnicích
Cesty ke spolupracující, propojené a automatizované mobilitě pro oblast Evropské unie upravuje např. Sdělení COM(2016) 766, které se týká spolupracujících ITS (C-ITS). Toto Sdělené navazuje na úspěšné zavádění spolupracujících inteligentních dopravních systémů v roce 2019. V první fázi se zavádí např.:
Upozornění na riziková místa:
- upozornění na pomalu jedoucí nebo stojící vozidla a provoz před řidičem,
- upozornění na práce na silnici,
- povětrnostní podmínky,
- varování při nouzovém brzdění,
- blížící se záchranné zásahové vozidlo,
- jiná nebezpečí.

Značení:
- palubní indikace dopravního značení,
- palubní indikace omezení rychlosti,
- nerespektování signálu / bezpečnost na křižovatkách,
- žádost autorizovaného vozidla o přednostní signál,
- doporučení optimální rychlosti pro zelený světelný signál

### Chytrá přeprava – Nové obchodní modely
V řadě zemí se zavádí chytré přepravní modely, např.:
- Bike sharing (sdílené bicykly),
- Car sharing (sdílené automobily),
- Scooter sharing (sdílení motorky, koloběžky).

Rovněž jsou stále dostupnější stanice pro dobíjení elektrovozidel.